# 李文东
李文东（1910年—1970年），原名李书堂，男，直隶（今河北）高邑人，中国光学专家，曾任298厂副总工程师，第三届全国人大代表。